# 哈澤德 (內布拉斯加州)
哈澤德（英語：Hazard）是位於美國內布拉斯加州謝爾曼縣的村。

## 人口
根據2020年美國人口普查的數據，哈澤德的面積為0.66平方千米，皆為陸地。當地共有人口57人，而人口密度為每平方千米86人。